# Gabia pugnator
Gabia pugnator är en stekelart som beskrevs av André Seyrig 1952. Gabia pugnator ingår i släktet Gabia och familjen brokparasitsteklar. Inga underarter finns listade i Catalogue of Life.